# ديبيتش مود
ديبيتش مود (Depeche Mode) (/[invalid input: 'icon']d[invalid input: 'ɨ']ˈpɛʃ/) هو فريق موسيقى إلكترونية (electronic music) إنجليزي تأسس عام 1980م في باسيلدون (Basildon)، إسكس (Essex). في البداية، كان الفريق يتكون من ديف جاهان (المغني الأساسي، وكاتب أغانٍ أحيانًا منذ 2005م)، ومارتن جور (عازف أورج كهربائي وجيتار ومغنٍ وكاتب الأغاني الأساسي بعد عام 1981م)، وآندي فليتشر (أورج كهربائي)، وفينس كلارك (عازف أورج كهربائي، كاتب الأغاني الأساسي 1980م-1981م). ثم بعد ذلك، انفصل فينس كلارك عن الفريق بعد إصدار ألبومهم الأول، تكلم وتهجى (Speak & Spell)، وحل محله آلان وايلدر (عازف أورج كهربائي ودرامز، كاتب أغانٍ أحيانًا)، وتولى مارتن جور مسئولية قيادة الفريق. وفي 1995م، انفصل وايلدر عن الفريق، واستمر كل من؛ جاهان، وجور، وفليتشر في العمل كفريق ثلاثي.
إن فريق ديبيتش مود لديهم رصيد حافل من النجاحات، فقد تم اختيار 48 أغنية من أغانيهم في جدول المملكة المتحدة لأفضل أغانٍ منفردة (UK Singles Chart)، كما تم اختيار 12 ألبومًا لهم في جدول أفضل 10 ألبومات في المملكة المتحدة، من ضمنهم ألبومان في المركز الأول. وطبقًا لشركة إيمي (EMI)، تمكن فريق ديبيتش مود من بيع أكثر من 100 مليون ألبوم وأغنية منفردة على مستوى العالم، مما جعلهم أنجح فريق موسيقى إلكترونية في تاريخ الموسيقى. وتعتبر مجلة كيو (Q)، فريق ديبيتش مود «أنجح فريق موسيقى إلكترونية في العالم على الإطلاق»، كما ضمت المجلة فريق ديبيتش مود إلى قائمة «50 فريقًا غنائيًا غيروا العالم».

## قائمة المراجع
- Malins, Steve. Depeche Mode : A Biography. Andre Deutsch, 2001. ISBN 978-0-233-99430-7
- Miller, Jonathan. Stripped: The True Story of Depeche Mode.Omnibus Press, 2004. ISBN 1-84449-415-2
- Tobler, John. NME Rock 'N' Roll Years (1st ed.). London: Reed International Books Ltd, 1992. CN 5585. ISBN 0-600-57602-7
- Spence, Simon. "Just Can't Get Enough : The Making of Depeche Mode". Jawbone, 2011. ISBN 978-1-906002-56-5

## كتابات أخرى
- Corbijn, Anton. Depeche Mode: Strangers. Prentice Hall, 1990. ISBN 0-7119-2493-7
- Thompson, Dave. Depeche Mode : Some Great Reward. Pan Macmillan, 1995. ISBN 0-283-06243-6
- Zill, Didi. Depeche Mode. Photographs 1982–87. Schwarzkopf & Schwarzkopf, 2004. ISBN 3-89602-491-4

## وصلات خارجية
- ديبيتش مود على موقع IMDb (الإنجليزية)
- ديبيتش مود على موقع ميوزك برينز (الإنجليزية)
- ديبيتش مود على موقع رولينغ ستون (الإنجليزية)
- ديبيتش مود على موقع أول ميوزيك (الإنجليزية)
- ديبيتش مود على موقع ديسكوغز (الإنجليزية)
- ديبيتش مود على موقع كينوبويسك (الروسية)
- الموقع الرسمي
- Old official website – including official news archives 1999–2008, press section, and other historical material
- ديبيتش مود على موقع ماي سبيس
- Shunt – The official Recoil website – including Alan Wilder's Depeche Mode related Q+A and editorials for Singles 81–85 and Singles 86–98 compilations.